# Unión de los Demócratas e Independientes
La Unión de los Demócratas e Independientes (UDI, en francés:Union des démocrates et indépendants) es un partido político francés de centro derecha, compuesto de diferentes otros partidos que mantienen su independencia, formando así una federación de partidos.
La UDI fue formada con los partidos siguientes: el Partido Radical, la Alianza Centrista, Fuerza Europea Demócrata, Francia Ecología, La Izquierda Moderna, Nueva Ecología Demócrata, Nuevo Centro, Territorios en Movimiento y el Partido Liberal Demócrata. También fue miembro el Centro Nacional de Independientes y Campesinos, pero fue excluido de la coalición después de la declaración de su presidente, Gilles Bourdouleix, que dijo que "quizás Hitler no había matado suficientemente (gitanos)".
La UDI ha formado en otoño 2013 una coalición con la otra formación centrista francesa, el MoDem, llamada "la Alternativa" (l'Alternative).

## Historia de la creación
El 9 de octubre de 2012, los líderes de los partidos políticos que integraban la coalición parlamentaria SDN anunciaron la creación de un nuevo partido político con el mismo nombre. El 21 de octubre se celebró en París el congreso fundacional del nuevo partido. El político popular, líder del Partido Radical, miembro de la Asamblea Nacional francesa y exministro Jean-Louis Borloo fue elegido su primer líder. En noviembre de 2012, tras la escisión de hecho en dos bandos del mayor partido de derecha de Francia, la Unión por un Movimiento Popular (UMP), durante la elección de un nuevo líder del partido en el congreso de Le Bourget, algunos conocidos los políticos lo dejaron y se pasaron a la UDN.

## Composición de la Unión
- Partido Radical (PR, líder – Jean-Louis Borloo, ideología – liberalismo, 6 miembros de la Asamblea Nacional, 6 senadores, 1 miembro del Parlamento Europeo)
- Nuevo centro (NC, líder – Herve Morin, ideología – centrismo, social liberalismo, 12 diputados de la Asamblea Nacional, 12 senadores, 3 diputados del Parlamento Europeo)
- Alianza Centrista (AC, líder – Jean Arthuy, ideología – centrismo, 2 diputados de la Asamblea Nacional, 10 senadores)
- Fuerza Europea Democrática (FED, líder – Jean-Christophe Lagarde, ideología – Democracia Cristiana, 4 diputados de la Asamblea Nacional, 4 senadores)
- Izquierda Moderna (FED, líder – Jean-Marie Bockel, ideología – liberalismo social, 1 senador, 2 eurodiputados)
- Territorios en movimiento (TeM, líder – Jean-Christophe Fromentin, ideología – liberalismo, 1 diputado de la Asamblea Nacional)
- Centro Nacional de Independientes y Campesinos (CNIP, líder – Gilles Bourdoulet, ideología – conservadurismo liberal, 1 diputado de la Asamblea Nacional)
- Partido Liberal Democrático (PLD, líder – Orellan Veron, ideología – libertarismo)
- Nueva Democracia Ecológica (NED, líder – Eric Dele, ideología – ambientalismo)

## Líderes
Presidentes de sindicatos:
2012-2014: Jean-Louis Borloo
desde 2014: Jean-Christophe Lagarde
En abril de 2014, Jean-Louis Borloo dimitió como presidente de la Unión de Demócratas e Independientes por motivos de salud. En el congreso del partido en noviembre de 2014, se nominaron cuatro candidatos a la presidencia; en la segunda vuelta, Jean-Christophe Lagarde ganó con el 53,5% de los votos frente al 46,5% de Herve Morin.